# 多馬莫里奇
49°33′1″N 25°25′24″E / 49.55028°N 25.42333°E
多馬莫里奇（烏克蘭語：Домаморич）是位於烏克蘭西部泰爾諾皮爾州裏泰爾諾皮爾區的村莊，始建於1642年，面積1.8平方公里，海拔高度約300米，2001年人口692。